# Ringui Dingui
Ringui Dingui es una canción del rapero zaragozano Kase O y del grupo sevillano SFDK. Fue lanzado el 22 de abril de 2021 junto a su maxisencillo "Divertimentos, Vol. 2" una serie de lanzamientos que exploran diferentes estilos y temáticas.

## Contexto y estilo
La canción forma parte del proyecto Divertimentos de Kase.O, una serie de lanzamientos que exploran diferentes estilos y temáticas. En esta entrega, Kase.O se une a SFDK para ofrecer una pieza enérgica y crítica, que combina el estilo lírico característico de ambos artistas. La producción musical estuvo a cargo de Acción Sánchez, miembro de SFDK, y la mezcla fue realizada por Sendy. El tema destaca por su ritmo vibrante y letras que abordan temas sociales con ironía y agudeza.

## Recepción
El videoclip oficial, dirigido por Víctor Hugo Espejo, fue lanzado simultáneamente con la canción y obtuvo una notable acogida. En las primeras 24 horas, alcanzó medio millón de visualizaciones en YouTube, y en una semana superó los 2 millones, consolidándose como un éxito viral en la escena del hip hop en español. La crítica elogió la colaboración por su frescura y la química entre los artistas, destacando su capacidad para reinventarse y ofrecer contenido relevante y entretenido.

## Videoclip
El videoclip de "Ringui Dingui" fue rodado en Sevilla en abril de 2021 y se estrenó el 22 de abril del mismo año. La dirección estuvo a cargo de Víctor Hugo Espejo, con dirección de fotografía de Jéssica López. La producción ejecutiva fue realizada por Criocrea. El video presenta una narrativa visual que complementa la energía y el mensaje de la canción, con una estética cuidada y dinámica.

### Reparto y colaboradores
El videoclip contó con la participación de varios actores y colaboradores, entre ellos Changyun Sun, Kako Domínguez, Laura Guastini, Lola Yang, Fabio Chen, Zesar Bahamonte, Xenia Lin, José Tomé, Sebastián Orellana, Axel Zhao, Koumai Mousson, Alejandra Amere y el futbolista Borja Iglesias. En la batería participó Alvarito García.

## Créditos

### Producción musical
- Producción: Acción Sánchez
- Letra: Zatu y Kase.O
- Bajo: Roman Groove
- Guitarras adicionales: Carlos Erbez
- Mezclada por Sendy.

### Producción del vídeo
- Dirección: Víctor Hugo Espejo
- Producción: Ejecutiva Criocrea
- Dirección de fotografía: Jéssica López
- Dirección: Charlie Villalba
- Cámara: Víctor Hugo Espejo
- Producción: Pedro J. Canela & Jonathan Vicente
- Video commissioner: Leonie Pokutta
- Dirección de Arte: Pilar Angulo
- Vestuario: Nuria Dorado
- Colorista: Daniel Natoli
- Gaffer: Juanma de la Cruz
- Vfx: Rafacos22
- Eléctricos: Manuel Palma & Daniel Molina
- Foquista: Samuel Robles
- Cámara Guillermo: Labarga
- Atrecista: Elena Vallés
- Ayte. Vestuario: Andrea Escudero
- Make Up: Alba Dinonysia
- Foto: Fija Alejandra Amere
- Making Of: Juan Manuel Sayalonga
- Diseño gráfico: Ezequiel Barranco
- Diseño sonoro: José Tomé
- Coordinador de vehículo de acción: José Dalí
- Conductores: José Dalí y Carmen Deza
- Runner: José Carlos Ruso
- Peluquería: Fígaro Sevilla.

## Premios y nominaciones
| Año  | Premio                             | Categoría                          | Resultado | Referencias |
| ---- | ---------------------------------- | ---------------------------------- | --------- | ----------- |
| 2022 | Premios de La Música Independiente | Mejor Grabación de Músicas Urbanas | Ganador   | [ 8 ]       |

## Posicionamiento en listas
| Lista               | Mejor posición | Certificación | Ref.  |
| ------------------- | -------------- | ------------- | ----- |
| España (PROMUSICAE) | 68             | 1× Platino    | [ 9 ] |